# Шелифіст Олександр Анатолійович
Олександр Анатолійович Шелифіст — старший солдат Збройних Сил України, учасник російсько-української війни, що загинув у ході російського вторгнення в Україну в 2022 році.

## Життєпис
Народився 26 вересня 1981 року в с.Карапиші
Обухівського району на Київщині.
Брав участь в АТО (2016—2017). З моменту російського вторгнення в Україну звернувся до ТЦК та СП та був призваний до ЗС України за мобілізацією і направлений в місця ведення бойових дій.
Загинув 20 березня 2022 року в боях з агресором в ході відбиття російського вторгнення в Україну у м. Києві.

## Нагороди
- орден «За мужність» III ступеня (2022, посмертно) — за особисту мужність і самовіддані дії, виявлені у захисті державного суверенітету та територіальної цілісності України, вірність військовій присязі.